# Hands on Universe
El proyecto Global Hands-on Universe (G-HOU), en español El Universo en tus manos, es un programa educativo a escala mundial centrado en la Astronomía e Investigación Espacial que introduce a los alumnos en la ″comprensión del Universo″, utilizando para ello métodos y conceptos científicos, matemáticos y tecnológicos. El objetivo del proyecto es el desarrollo de la creatividad y curiosidad de los alumnos en la ciencia a través de herramientas estimulantes tales como ordenadores, Internet y webcams.

## Historia
Detrás del proyecto hay un consorcio de más de 20 instituciones de todo el mundo que están desarrollando instrumentación, ejercicios y aplicaciones informáticas para canalizar, dirigir y motivar el proceso de descubrimiento en los institutos y centros de educación. A través de Internet, los participantes de G-HOU en todo el mundo pueden efectuar observaciones astronómicas con telescopios robóticos, o utilizar imágenes de archivos, y analizarlas con un software gratuito específicamente diseñado para la educación. Los ejercicios, gratuitos, son desarrollados por la red de profesores de cada país y puestos a disposición general a través de la página web. Cada ejercicio puede ser practicado en clase, a nivel de Institutos y Colegios de educación secundaria y bachillerato.
Este proyecto cuenta con el apoyo de la Unión Astronómica Internacional a través del programa GTTP (Galileo Teacher Training Program), uno de los proyectos pilares del Año Internacional de la Astronomía 2009. La Unión Europea ha financiado el desarrollo del nodo europeo del proyecto, el EU-HOU, lo cual ha permitido su implantación en catorce países de Europa: Austria, Bélgica, Chipre, España, Francia, Grecia, Irlanda, Italia, Polonia, Portugal, Reino Unido, República Checa, Rumanía y Suecia.

## Sesiones de formación de profesores
La versión española de este proyecto es ES-HOU (HOU-Spain), cuyo centro educativo asociado es la Universidad Complutense de Madrid, que cofinancia el proyecto. Los estudiantes de la Universidad Complutense de Madrid tienen la posibilidad de efectuar sus prácticas de licenciatura en el marco de ES-HOU.
El principal objetivo de estas sesiones de formación es generar interés por la ciencia en las jóvenes generaciones con métodos basados en la indagación. Recientemente se han introducido métodos activos basados, por ejemplo, en la cinestesia (propiocepción) para introducir conceptos de modelización. La formación pretende mejorar las competencias básicas de los profesores y desarrollar aptitudes y conocimientos de nivel superior, principalmente en las áreas de las tecnologías de la información y la comunicación en la educación (TIC), las matemáticas y la física.
Estas sesiones se financian a través de las agencias nacionales Comenius de la Comisión Europea (programa Comenius). La información relativa a las sesiones de formación programadas se publica en el sitio web de EU-HOU y en sus noticias.
Se ha abierto un foro específico en inglés para favorecer los comentarios de los profesores formados y la interacción con una comunidad más amplia de educadores e investigadores.